# Paisley (Oregon)
Paisley è una città degli Stati Uniti d'America situata nell'Oregon, nella Contea di Lake.